# Beta1 Sagittarii
Título a ser usado para criar uma ligação interna é Beta1 Sagittarii.
Beta1 Sagittarii (Arkab Prior,  Sagittarii) é uma estrela na direção da Sagittarius. Possui uma ascensão reta de 19h 22m 38.29s e uma declinação de −44° 27′ 32.1″. Sua magnitude aparente é igual a 3.96. Considerando sua distância de 378 anos-luz em relação à Terra, sua magnitude absoluta é igual a −1.36. Pertence à classe espectral B9V.